# Heterostemma siamicum
Heterostemma siamicum är en oleanderväxtart som beskrevs av William Grant Craib. Heterostemma siamicum ingår i släktet Heterostemma och familjen oleanderväxter. Inga underarter finns listade i Catalogue of Life.